# Gaius Fabius Pictor (Maler)
Gaius Fabius Pictor war ein Angehöriger der römischen Adelsfamilie der Fabier und lebte im 4. Jahrhundert v. Chr.

## Leben
Gaius Fabius Pictor war wohl der Vater des gleichnamigen Konsuls von 269 v. Chr. sowie des Numerius Fabius Pictor, der 266 v. Chr. Konsul wurde.
Gaius Iunius Bubulcus Brutus hatte der Göttin Salus während des zweiten Krieges gegen die Samniten den Bau eines Tempels versprochen und nach dem Ende der Kämpfe auch auf dem Quirinal erbauen und weihen lassen. Diesen Tempel verzierte Fabius im Jahr 304 v. Chr. mit Fresken und schrieb darunter seinen Namen; dadurch soll er als erster seiner Familie den Beinamen Pictor („Maler“) bekommen haben. Da sein Name nicht in den Fasten vorkommt, muss man schließen, dass sein Faible für Malerei von seinen Standesgenossen nicht gewürdigt wurde. Wohl erst viel später wurde man auf ihn durch seine Unterschrift unter die Wandgemälde aufmerksam, die allerdings unter der Regierung des Kaisers Claudius durch ein Feuer vernichtet wurden.